# La República: semanario democrático, eco de las aspiraciones de la juventud
La República: semanario democrático, eco de las aspiraciones de la juventud va ser un setmanari d'ideologia republicana que va aparèixer a Reus el 29 de setembre de 1903.

## Història
Es conserven pocs números de la primera època d'aquest setmanari, de clar contingut doctrinal dirigit a la joventut republicana de Reus i de periodicitat irregular. Hi col·laboraven Agustí Sardà Llaveria, Ricard Guasch, Cristóbal Litrán, Josep M. de Lasarte, Antoni Gabinyau, Jaume Sardà i Ferran, Pere A. Savé Argilaga, Jaume Masip i altres. El 1910 es començà a publicar La Lucha: semanario republicano radical, que, en ser portaveu del mateix partit, segurament substituí La República el 1910 i el 1911, encara que no en fa menció. A partir de 1914 reapareix, i porta el lema: ¡Libertad! ¡Igualdad! ¡Fraternidad! i de subtítol: "Periódico republicano radical autonomista adicto a D. Alejandro Lerroux y García", adscrit al Partit Republicà Radical, i comença la numeració de nou. L'any 1919 torna a canviar la numeració a partir del 24 de maig, quan es converteix en diari. Aquest número porta un article titulat "¡Salud!", on expliquen que després d'haver estat temporalment suspesa la publicació per causes alienes ara tornen a la lluita: "La República vuelve al palenque a laborar en pro de la causa y a la lucha por la libertad y la justícia dedicará sus entusiasmos". Aquell any (1919) defensa la candidatura com a diputat republicà a Corts de Julià Nougués.

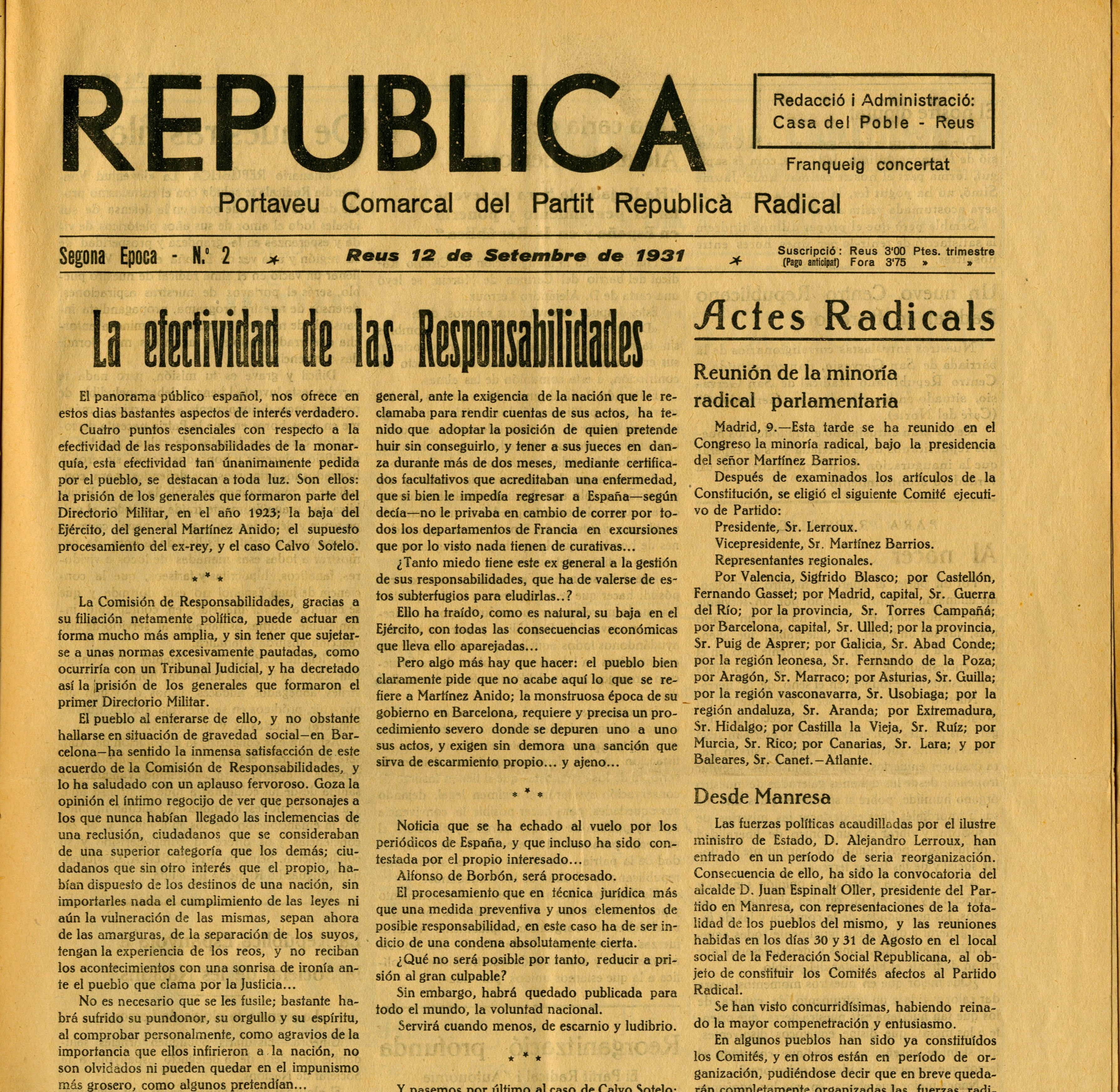
Republica 1931

A partir de 1920 el lema és: "Justicia, Progreso, Unión" i el subtítol: órgano oficial del Partido Republicano Radical de la provincia. A mitjans de maig de 1920 torna a ser setmanari i es coneixen exemplars fins al 2 de novembre de 1922. El 1931 va tornar a sortir breument tornant a començar la numeració.
A partir de 1914 inclou textos en català. El 1931 catalanitza el títol (República: portaveu comarcal del Partit Republicà Radical), però els continguts segueixen majoritàriament en castellà. Publica monogràfics i números extraordinaris amb motiu d'efemèrides o esdeveniments polítics.
El Partit Radical publicava també el setmanari El Consecuente, órgano del partido Republicano Radical Autonomista de la Provincia (1908-1936).

## Aspectes tècnics
Imprès en format foli, a quatre pàgines a quatre columnes. La primera època tenia com a impressor a Celestí Ferrando. Després varià d'impremta diverses vegades: la Tipografia d'Artur Rabassa va ser la de més continuïtat. Tot i que el 1918 constava com a director Alejandro Lerroux, realment ho va ser Josep Borrell.

## Localització
- Col·lecció a la Biblioteca Central Xavier Amorós de Reus.[4]
- Col·lecció a la Biblioteca del Centre de Lectura de Reus i a la Universitat de Barcelona.[5]
- Alguns exemplars digitalitzats a la Biblioteca Virtual de Prensa Histórica.[6]